# Karl Holl
Pour l’article homonyme, voir Holl.
Karl Holl (né le 22 juin 1931 à Altendiez et mort le 23 avril 2017 à Brême) est un historien allemand spécialiste du pacifisme.

## Œuvres
- (de) Ludwig Quidde (1858–1941). Eine Biografie. Droste, Dusseldorf 2007,  (ISBN 978-3-7700-1622-8).
- (de) Pazifismus in Deutschland. Suhrkamp, Francfort-sur-le-Main, 1988,  (ISBN 3-518-11533-2).
- Avec Helmut Donat (de) : Die Friedensbewegung. Organisierter Pazifismus in Deutschland, Österreich und in der Schweiz. Econ, Dusseldorf 1983,  (ISBN 3-612-10024-6) (Hermes Handlexikon).
- (de) Avec Wolfram Wette : Pazifismus in der Weimarer Republik. Beiträge zur historischen Friedensforschung. Schöningh, Paderborn, 1981,  (ISBN 3-506-77457-3).
- (de) Avec la collaboration de Helmut Donat (de) : Ludwig Quidde. Der deutsche Pazifismus während des Weltkrieges 1914–1918. Boldt, Boppard, 1979,  (ISBN 3-7646-1647-4).
- (de) Die irische Frage in der Ära Daniel O’Connells und ihre Beurteilung in der politischen Publizistik des deutschen Vormärz. Diss., Mayence, 1958.